# Joyeux enfants de la Bourgogne

Joyeux enfants de la Bourgogne ou La bourguignonne est une chanson traditionnelle aux origines bourguignonnes. Comme nombre de chansons populaires, la mélodie est simple et répétitive.
Elle commence par le refrain, est poursuivie par une alternance couplets/refrains, et finit sur le refrain répété plusieurs fois. 
Le troisième et le quatrième couplet sont parfois omis, donnant une version plus courte à chanter.
Joseph Samson l'a harmonisée au début du XXe siècle, dans le cadre de son travail sur les musiques anciennes.

## Paroles

### Variante de 1947, chantée par les Cadets de Bourgogne
Couplet 1
Au sein d'une vigne
J'ai reçu le jour.
Ma mère était digne
De tout mon amour.
Depuis ma naissance
Elle m'a nourri :
En reconnaissance
Mon cœur la chérit.
Refrain

Joyeux enfants de la Bourgogne,

Je n'ai jamais eu de guignon.

Quand je vois rougir ma trogne,

Je suis fier d'être bourguignon.

Je suis fier ! Je suis fier !

Je suis fier d'être bourguignon.

Je suis fier ! Je suis fier !

Je suis fier d'être bourguignon.

Couplet 2
Toujours la bouteille
À côté de moi,
Buvant sous ma treille,
Plus heureux qu'un roi,
Jamais je n'm'embrouille,
Car chaque matin,
Je me débarbouille
Dans un verr' de vin.
Refrain
Couplet 3
Madère et Champagne,
Approchez un peu ;
Et vous vins d'Espagne,
Malgré tous vos feux ;
Amis de l'ivrogne,
Réclamez vos droits,
Devant la Bourgogne
Saluez trois fois ! …
Refrain
Couplet 4
Ma femme est aimable
Et sur ses appas,
Quand je sors de table
Je ne m'endors pas ;
Je lui dis "Mignonne,
Je plains ton destin".
Mais ma Bourguignonne,
Jamais ne s'en plaint.
Refrain
Couplet 5
Je veux qu'on enterre,
Quand je serai mort,
Près de moi un verre
Empli jusqu'au bord ;
J'veux êtr' dans ma cave,
Tout près de mon vin,
Dans un'pose grave,
Le nez sous l'robin.

### Variante contemporaine
Refrain
Joyeux enfants de la Bourgogne,

Je n'ai jamais eu de guignon.

Quand je vois rougir ma trogne,

Je suis fier d'être bourguignon.

Et je suis fier, et je suis fier, et je suis fier d'être bourguignon. 
Et je suis fier, et je suis fier, et je suis fier d'être bourguignon. 
Au pied d'une vigne,
Je naquis un jour.
D'une mère digne,
De tous mes amours.
Depuis ma naissance,
Elle m'a nourri,
En reconnaissance,
Moi je la chéris.
Refrain
Assis sous la treille,
Plus heureux qu'un roi.
Toujours ma bouteille,
À côté de moi.
Jamais je m'embrouille,
Car chaque matin,
Je me débarbouille,
Dans un verre de vin.
Refrain
Madère et Champagne,
Approchez un peu,
Et vous, vins d'Espagne,
Malgré votre feu.
Le jus de l'ivrogne
Réclame ses droits.
Devant la Bourgogne,
Saluez trois fois.
Refrain
Ma femme est aimable,
Et sur ses appas ;
Quand je sors de table,
Je ne m'endors pas.
Je lui dis "Mignonne,
Je plains ton destin".
Mais ma Bourguignonne,
Jamais ne s'en plaint.
Refrain
Puisque tout succombe,
Un jour je mourrai.
Jusque dans la tombe,
Toujours je boirai.
Je veux que dans la bière,
Où sera mon corps,
On y mette un verre,
Rempli jusqu'au bord.
Refrain

## Adaptations locales
La chanson a été adaptée sous différentes formes selon les us et coutumes locales.

### Beauce
En Beauce, la chanson adaptée est connue sous le nom de On est fier d'être des Beaucerons ou Le Beauceron, avec les paroles adaptées suivantes :
Couplet 1
C’est à Saint-Benoît qu'on a vu le jour.
Dans nos belles familles on a pris l'amour.
Chanter et danser on s'est habitué.
Pour faire face à la vie et jamais s'ennuyer.
Refrain

Souvenirs de notre enfance dans nos cœurs sont toujours présents.

Avec nous chantons ensemble on est fier d’être des Beaucerons.

Et on est fier, et on est fier, et on est fier d’être des Beaucerons.

Et on est fier, et on est fier, et on est fier d’être des Beaucerons.

Couplet 2
Chez nous la famille c'est très important.
Nous voulons vous dire qu'on vous aime autant.
La vie est facile quand on sait s’aimer.
Garder le sourire est toujours s'amuser.
Refrain
Couplet 3
C'est avec plaisir que nous vous offrons.
C'est vos souvenirs qui nous égayons.
Aujourd’hui la vie a beaucoup changé.
Mais il faut vous dire restons toujours gais.
Refrain